# الخط 1 لمترو ألماتي
الخط 1 لمترو ألماتي، هو الأول من خمسة خطوط للشبكة الحضرية بألماتي في كازاخستان. افتتح يوم 1 ديسمبر 2011.

## المحطات
- رايمبيك باتير
- جيبيك جولي
- ألمالي
- آباي
- بايكنور
- متحف أوويزوف
- ألاتو